# Ramón Rodríguez Arangoiti

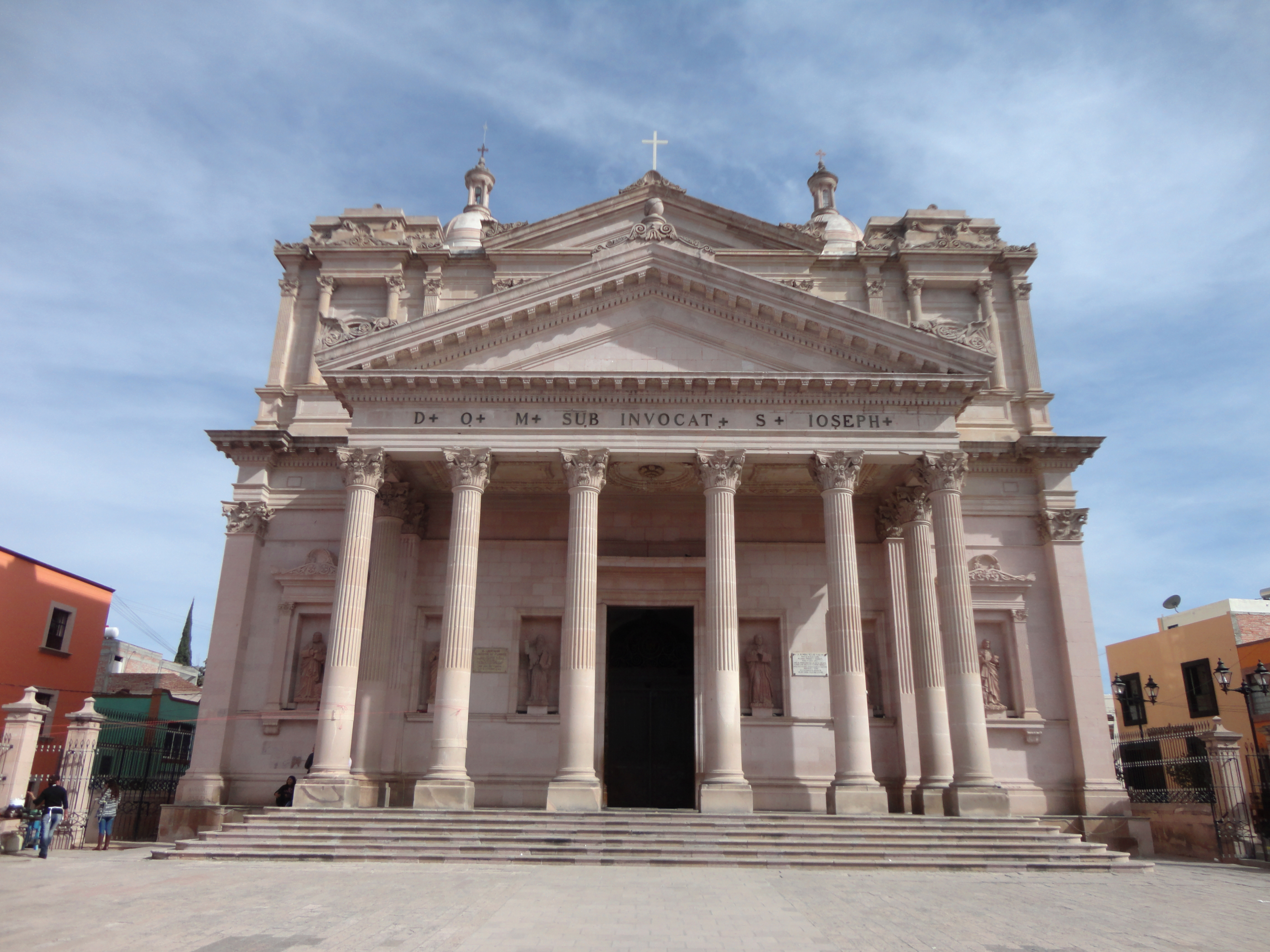
La parroquia de San Jose Iturbide, una de las pocas obras completas que se conservan de Rodríguez Arangoiti

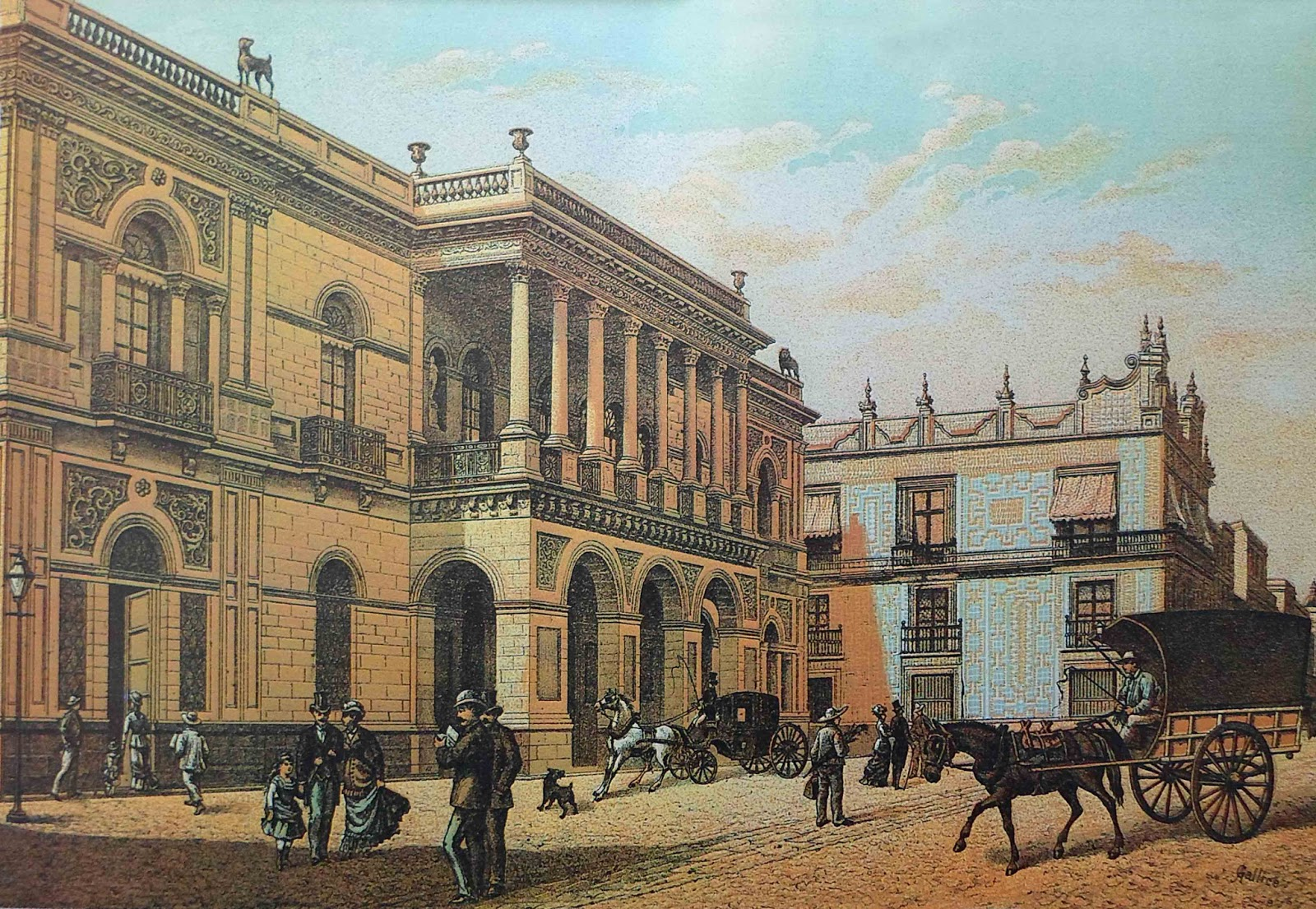
La desaparecida casa de la familia Escandón, conocida como la Casa de los perros, a la derecha se aprecia la Casa de los Azulejos.

Ramón Rodríguez Arangoiti, nacido José Ramón Alejo Rodríguez Arangoiti (Ciudad de México, 31 de agosto de 1831 - Ibidem, 3 de agosto de 1882), fue un destacado arquitecto y arqueólogo mexicano, considerado uno de los arquitectos más importantes del siglo XIX en México

## Biografía
Nació en la Ciudad de México el 31 de agosto de 1831 hijo de Francisca Arangoiti Lepe de León y Mariano Rodríguez Carrisosa.Realizó sus estudios en el Colegio de san Gregorio y posteriormente ingresó al Colegio Militar. Siendo cadete del colegio participó en la Batalla de Chapultepec en 1847, al término de la cual fue capturado por las fuerzas estadounidenses.Años después fue condecorado con la Cruz de honor por los servicios prestados durante el asalto al castillo.
En 1851 ingresó al curso de arquitectura de la Academia de San Carlos. El 30 de diciembre de 1853 concursó para una beca en Europa, la cual ganó y en 1854 parte hacia Roma junto con el también estudiante Epitacio Calvo, quien también fue becado. Durante su estancia en la universidad se desempeñó como un estudiante sobresaliente y fue discípulo del arquitecto Italiano Antonio Cipolla. Durante su estancia en Roma realizó varios proyectos, como la restauración de la Villa Julia. El 6 de julio de 1855 la Sapienza-Università di Roma el otorga el título de doctor en ciencias matemáticas y el mismo año es admitido como miembro de la academia Tiberina y de la Academia Pontificia del Panteón.
En noviembre de 1857 Rodríguez Arangoiti viaja a París y se prepara para presentar los exámenes de admisión a la École de Beaux-Arts de París a la cual es admitido el 26 de noviembre de 1858. Después continuó sus estudios en la École nationale des ponts et chaussées, a la que le fue solicitado su ingreso por la Academia de San Carlos.
En 1862 regresó a México y se le ofreció  una cátedra en la Academia de San Carlos. En 1864 fue establecido el Segundo Imperio Mexicano y se le ofrece el puesto de director general de obras de la casa imperial, el cual acepta.

### Segundo Imperio Mexicano
En 1865 el emperador Maximiliano dispuso la creación del museo público de historia natural, arqueología e historia de México y le encomendó al arquitecto Rodríguez Arangoiti realizar el inventario, embalaje y el traslado de las colecciones del Museo Nacional (ubicado en el edificio de la antigua universidad) al entrepiso sur de la antigua casa de moneda, donde se crearía el museo. La tarea incluía el inventario y traslado de los miles de volúmenes provenientes de las bibliotecas de los conventos suprimidos por las Leyes de Reforma para conformar la biblioteca del museo. La asignación del arquitecto Rodríguez se hizo con el fin de aprovechar sus conocimientos de arqueología y así garantizar el traslado adecuado de las piezas, sin embargo, su método no fue del agrado del emperador, ya que se negó a mover las piezas hasta que estuvieran correctamente inventariadas y embaladas, por lo que solicitó fondos, contrató asistentes y estableció un método riguroso de embalaje con el fin de conservar la integridad de las piezas, por lo que fue relevado de la encomienda en enero de 1866, debido a que el tiempo tomado para inventariar y mover las colecciones y los libros y los costos que había generado para ello fueron considerados excesivos.
El Emperador encomendó al arquitecto austriaco Carl Gangolf Kaiser —nombrado arquitecto de la casa imperial— el estudio y proyecto para adaptar el antiguo Castillo de Chapultepec y para transformarlo en una residencia imperial. Gangolf Kaiser diseñó una arcada de acceso a la antigua construcción virreinal, la cual fue construida por el arquitecto Rodríguez Arangoiti, sin embargo, la parte principal de la intervención consistió en la construcción de un nuevo edificio, un alcázar que se edificaría en la sección norte del cerro, la cual era una explanada alta donde se levantaba la torre de vigía conocida como el Caballero Alto, el cual fue incorporado a la nueva construcción. El edificio fue encomendado al arquitecto Rodríguez Arangoiti, y la decoración corrió a cargo del arquitecto Austriaco Julius Hoffmann, con pinturas de estilo pompeyano de Santiago Rebull y jardines de Wilhelm Knechtel.

### Obras durante la República Restaurada
A la caída del Segundo imperio en mayo de 1867, el arquitecto Rodríguez Arangoiti se dedicó a la construcción de una gran cantidad de proyectos en la Ciudad de México y en el interior del país. En 1869 Vicente Escandón Garmendia le encomienda la construcción de una residencia palaciega en el terreno donde se ubicaba la casa de los marqueses de Santa Fe de Guardiola, la cual había heredado. El arquitecto Rodríguez presentó su proyecto para la nueva casa, sin embargo, la construcción le fue encomendada al arquitecto Lorenzo de la Hidalga quien la llevó a cabo de 1870 y 1871 con algunas modificaciones al proyecto del arquitecto Rodríguez.
En octubre de 1869 realizó por encargo del joyero de origen Inglés Thomas Gillow, el proyecto para construir un hotel en una sección de lo que fue la antigua Casa Profesa de los Jesuitas, en la esquina de las calle 5 de Mayo y San José del Real.
El arquitecto Rodríguez Arangoiti se trasladó a la ciudad de Toluca, donde tuvo gran actividad constructiva, se le encomendó el proyecto y construcción de la catedral de Toluca, el cual presentó a finales de 1870, inspirado en el Panteón de París y basado en el concepto y planta de basílica latina, como las basílicas de San Pablo Extramuros y Santa María la Mayor. Para 1878 se habían concluido la cimentación del templo y el desplante general y el arquitecto Rodríguez Arangoiti continuó trabajando en el templo hasta su muerte seis años después, por lo que la obra quedó inconclusa.
En 1871 el arquitecto Rodríguez Arangoiti recibió la invitación del empresario Antonio Escandón para participar en la construcción de un monumento a Colón que se ubicaría en el paseo de la Reforma y para el cual se utilizaría una escultura realizada por Manuel Vilar, Rodríguez Arangoiti presentó una proyecto para el pedestal y para una fuente monumental, basándose en sus bocetos de un proyecto que el emperador Maximiliano le había encargado para un monumento a Colón que nunca pudo realizarse. Escandón aprobó los bocetos, sugiriendo cambiar las esculturas alegóricas a los mares por esculturas que representen a algunos de los frailes evangelizadores de los antiguos mexicanos. El arquitecto Rodríguez Arangoiti realizó los nuevos bocetos auxiliado por el escultor Juan Urruchi, condiscípulo suyo de la academia y presentó el proyecto de cuatro estatuas que representaban a Pedro de Gante, Fray Bartolomé de las Casas, Bartolomé de Olmedo y Juan de Torquemada. Escandón aprobó los bocetos, cubrió los honorarios del arquitecto Rodríguez e inesperadamente al estar en París en 1873, encargó una nueva estatua de Colón y el conjunto escultórico de los frailes a Charles Cordier, tras esta decisión, Rodríguez Arangoiti polemizó sobre la decisión de Escandón y acusó a Cordier de plagio.

### Últimas  obras y muerte
De 1877 a mayo de 1878 el arquitecto Rodríguez Arangoiti realiza la construcción de su obra maestra, la parroquia del poblado de San José Iturbide. La obra fue realizada por encargo de su amigo Nicolás Campa, quien en ese entonces fungía como párroco local.
Ramón Rodríguez Arangoiti murió en su casa de la calle de las Artes No. 4 el 20 de marzo de 1882 a las 7:30 horas a causa de una hemorragia intestinal. Fue inhumado en el Panteón Francés de la Piedad. En 1890, el padre Nicolás Campa trasladó sus restos de la Ciudad de México a San José Iturbide, donde se le hicieron solemnes exequias y fueron sepultados en la parroquia.

## Obras destacadas
- Parroquia de San José Iturbide (1877-1878)[4]
- Palacio Municipal de Toluca (1872-1883)(modificado)
- Palacio de justicia de Toluca (1870-1873) (destruido)
- Palacio de gobierno de Toluca (1870-1874) (destruido)
- Catedral de Toluca (1870-1882) (Inconclusa)[11]
- Proyecto de la casa de la familia Escandón en la plaza Guardiola (Destruida)[10]
- Diseño del pedestal del monumento a Vicente Guerrero en la Ciudad de México
- Hotel Gillow en la calle Isabel la Católica 17 (1869) (modificado)
- Diseño del obelisco a los Niños Héroes, en Chapultepec (1880)[9]
- Trazo del Panteón Francés de la Piedad
- Alcázar del Castillo de Chapultepec (modificado)[8]
- Casa de los Barbabosa, en Toluca (1876-1879) (destruida)
- Escuela de artes y oficios para varones, en Toluca (1872) (destruida)

## Galería
|                             |
| Palacio Municipal de Toluca |

|                    |
| Catedral de toluca |

|              |
| Hotel Gillow |

|                                     |
| Álcazar del Castillo de Chapultepec |

|                             |
| Obelisco a los Niños Héroes |